# Landarzt Dr. Brock
Landarzt Dr. Brock is een Duitse tv-serie van 26 afleveringen van telkens 25 minuten.
De reeks werd aanvankelijk gedraaid in zwart-wit en liep van 1967 tot 1969. De reeks vertelt het verhaal van een dokter die om persoonlijke redenen zijn beroep als hoofd van een ziekenhuis heeft opgegeven en zich vestigt in een landelijk dorpje op de Lüneburger Heide.
De hoofdrol werd gespeeld door Rudolf Prack en de reeks werd gedraaid in het dorpje Bendestorf op de Lüneburger Heide.